# Pidonia gorodinskii
Pidonia gorodinskii är en skalbaggsart som beskrevs av Holzschuh 1998. Pidonia gorodinskii ingår i släktet Pidonia och familjen långhorningar. Inga underarter finns listade i Catalogue of Life.